# Max Linde

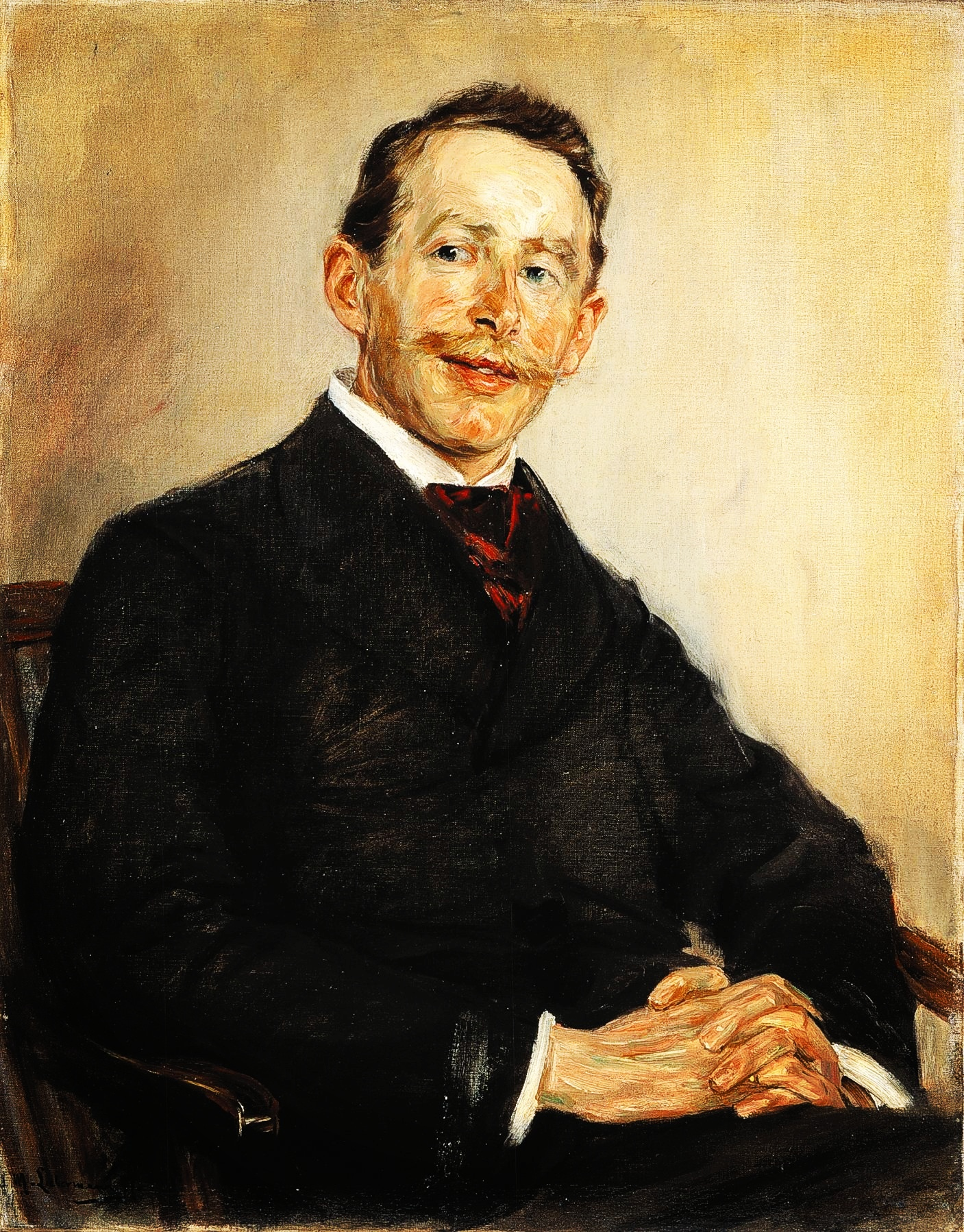
Porträt Max Linde durch Max Liebermann im Behnhaus (wohl 1897)

Max Linde (* 14. Juni 1862; † 23. April 1940 in Lübeck) war Augenarzt in Lübeck und ein bekannter Mäzen und Kunstsammler des frühen 20. Jahrhunderts.

## Leben

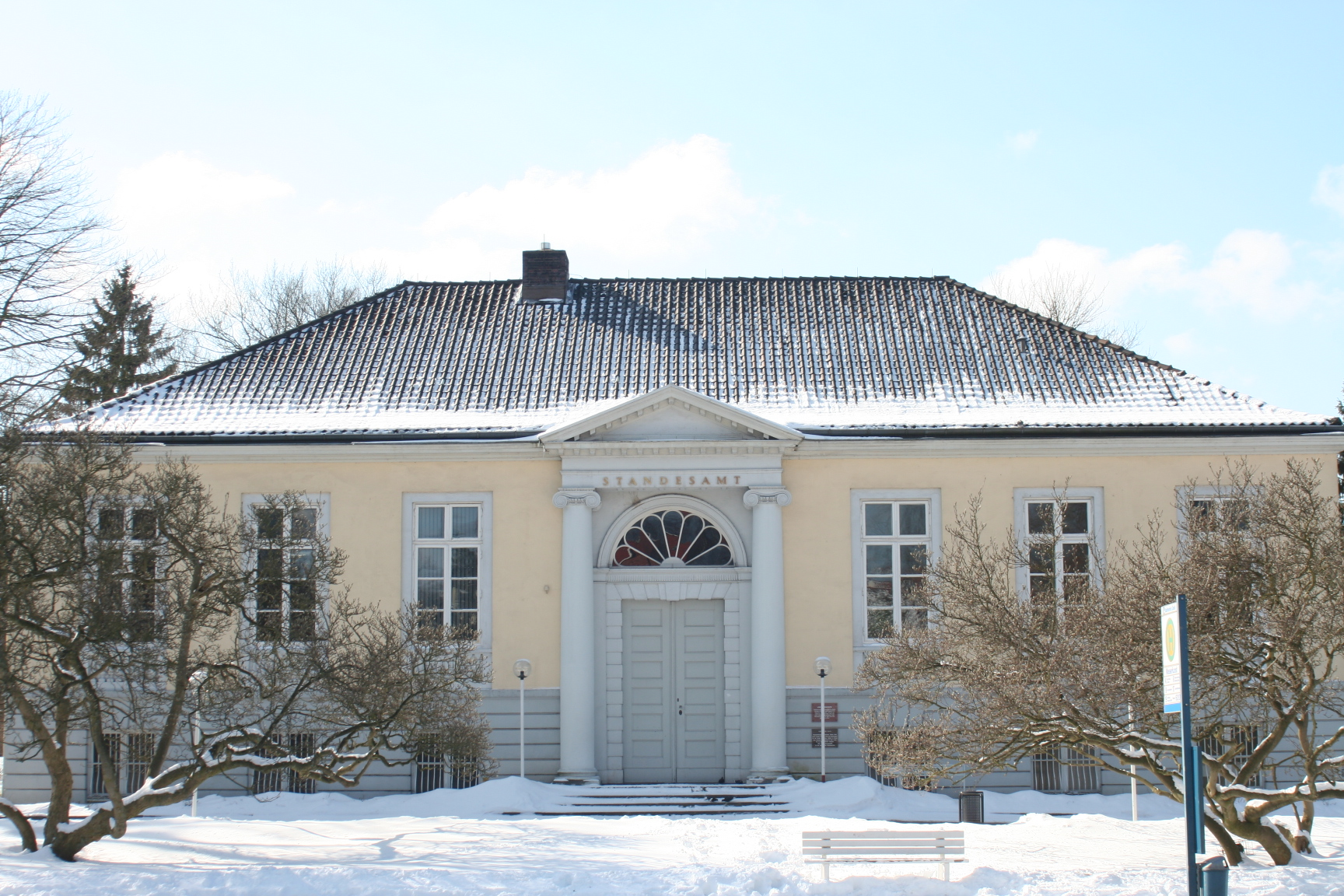
Linde’sche Villa in Lübeck

Linde wurde als ältester Sohn des Apothekers und angesehenen Lübecker Photographen Hermann Linde sen. geboren. Seine Brüder waren die Maler Heinrich Eduard Linde-Walther und Hermann Linde. Er besuchte das Katharineum zu Lübeck bis zum Abitur Ostern 1882. Nach Medizinstudium, Promotion und anschließender Tätigkeit als Schiffsarzt ließ er sich zunächst in Hamburg als Arzt nieder, wandte sich um 1892 der Augenheilkunde zu und eröffnete 1897 seine Augenarztpraxis in Lübeck. Mit dem Vermögen seiner aus einer Hamburger Ratsfamilie stammenden Frau Marie geb. Holthusen, Tochter des Senators Gottfried Holthusen, und deren Unterstützung war es ihm in der Zeit bis zum Ersten Weltkrieg möglich, eine der größeren und bedeutenderen privaten Kunstsammlungen seines Sammelgebiets in Europa aufzubauen. Die Familie Linde konnte in Lübeck eines der schönsten klassizistischen Sommerhäuser vor den Toren der Stadt erwerben, die heute nach ihr benannte Lindesche Villa in der Vorstadt St. Jürgen. Bei der Umgestaltung des Hauses für Zwecke der Familie Linde unter Wahrung der klassizistischen Substanz wirkte sein Freund Henry van de Velde mit, der zu dieser Zeit in Lübeck auch Aufträge für Emil Possehl und andere ausführte. Hinsichtlich seiner Sammlung stand Max Linde in engem Kontakt zu den führenden Kunsthändlern der Berliner Sezession wie Paul Cassirer. Das Haus wurde insgesamt etwas lichter gestaltet, um neben der stilgerechten Einrichtung des Empire die Kunstwerke besser zur Geltung zu bringen. Max Linde verlor sein Vermögen in der Inflation der 20er Jahre, die Sammlung wurde in alle Welt zerstreut. Er bewohnte bis zu seinem Tode eine Wohnung im Obergeschoss der Villa Linde, die nach dem Erwerb durch die Stadt Lübeck heute als Standesamt der Hansestadt dient.
1902–1904 war Linde Vorstandsmitglied des Lübecker Yacht-Clubs. Auch war er seit 1914 Generalsekretär des Deutsch-Chinesischen Verbandes und ab 1919 des Verbandes für den Fernen Osten.

## Sammlung Dr. Linde

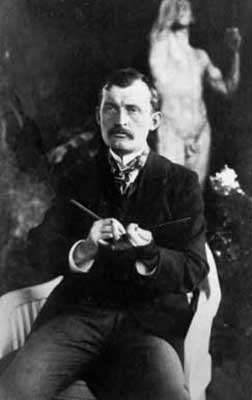
Edvard Munch im Jahre 1902 in der Lindeschen Villa in Lübeck. Im Hintergrund Das Eherne Zeitalter von Auguste Rodin.

Schwerpunkte der Sammlung von Max Linde waren Gemälde des französischen Impressionisten, Werke von Max Liebermann, Arnold Böcklin und Whistler sowie Skulpturen. Der Kunsthistoriker Otto Grautoff (1876–1937) beschreibt sie in seiner Julia Mann gewidmeten Kunstgeschichte Lübecks (1908):

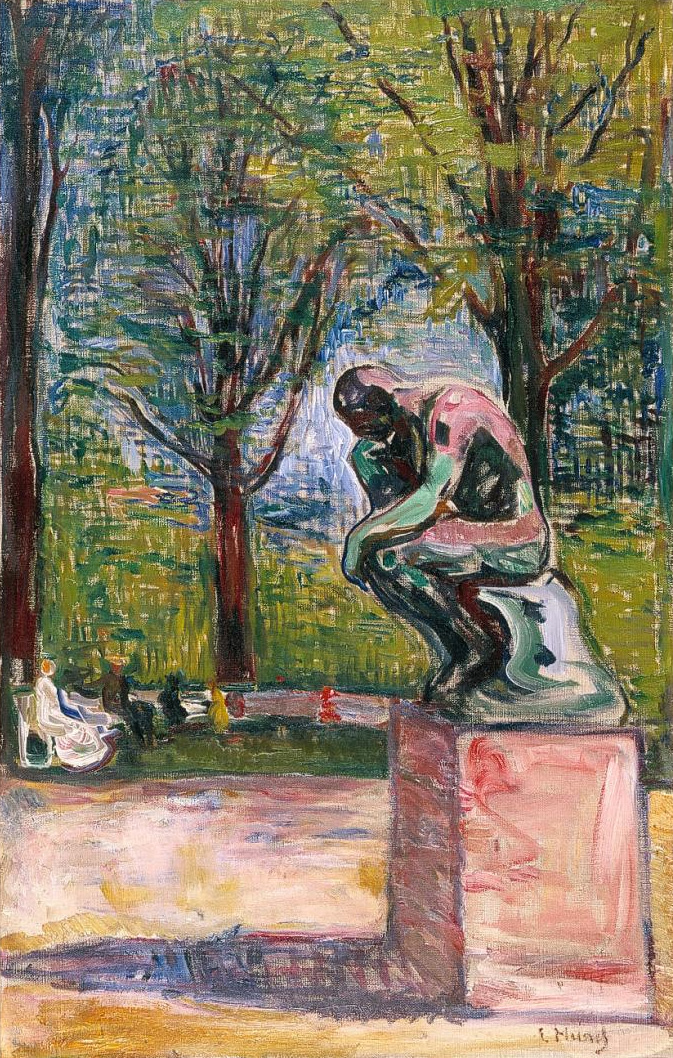
Rodins Denker im Park der Lindeschen Villa mit der Familie im Hintergrund (Edvard Munch (1907) im Musée Rodin)

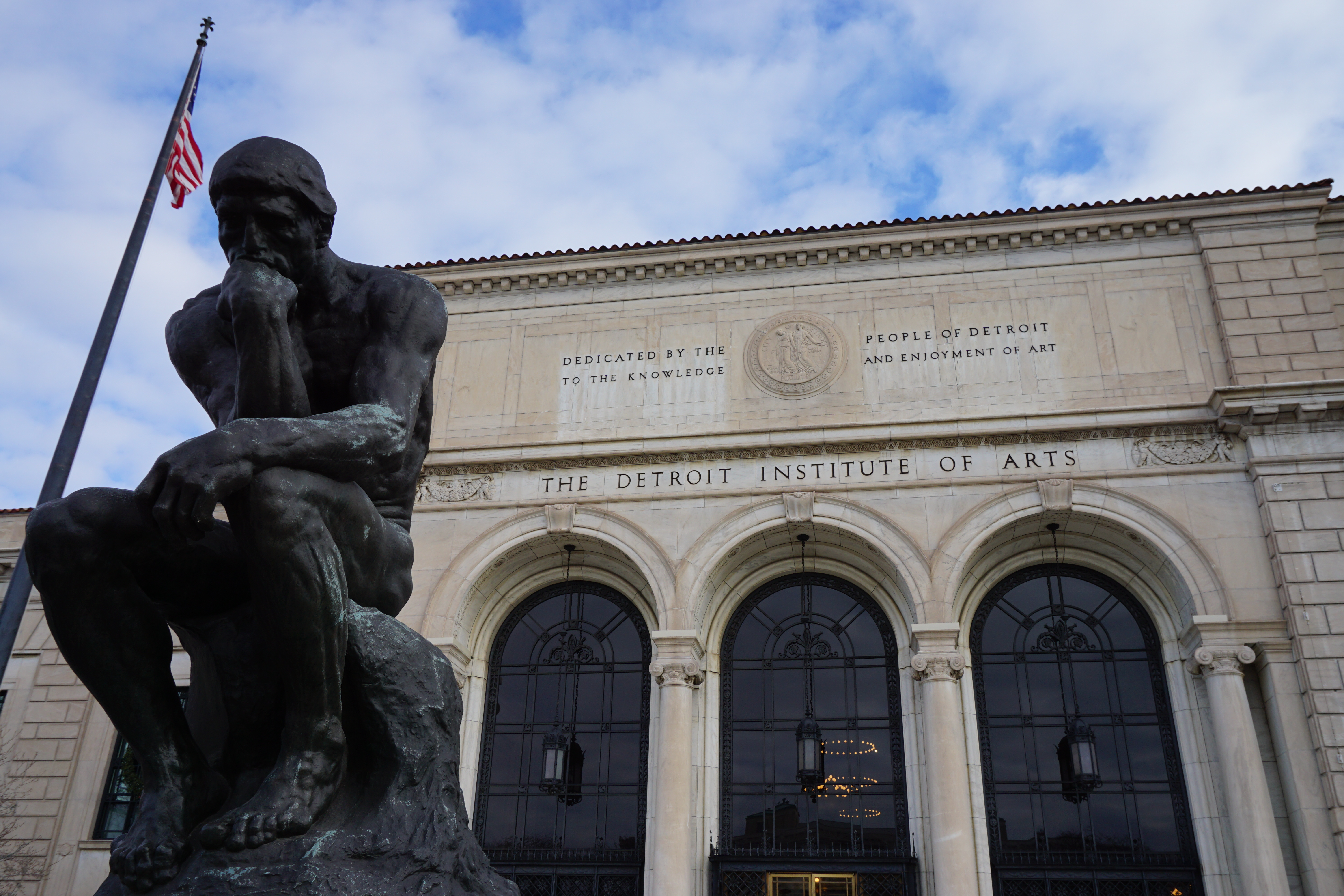
Rodins Denker aus der Sammlung Linde vor dem Museum in Detroit

„… Dann wird auch die Stunde gekommen sein, in der die Lübecker den Wert und die Bedeutung ihres Mitbürgers Linde erkennen, dessen Kunstsammlung heute als die einzige bedeutende Kunstsammlung eines Lübeckers in Berlin und Paris besser bekannt ist, als in Lübeck selbst. Dr. Linde besitzt die größte Privatsammlung Rodinscher Skulpturen auf dem Kontinent, eine schöne Gemäldesammlung, in der die großen Meister der französischen Malerei und der Norweger Edvard Munch mit bedeutenden Werken vertreten sind; Linde hat durch seine Sammlung den Namen der Stadt Lübeck als der Stätte eines europäisch gebildeten Mäcens in der ganzen europäischen Kunstwelt bekannt gemacht.“

### Auguste Rodin
Zwischen 1900 und 1905 erwarb Linde acht Skulpturen Rodins, darunter Das Eherne Zeitalter und Penseur. Lindes begleitende Korrespondenz mit Rodin ist weitgehend erhalten: seine Briefe an Rodin im Musée Rodin und Rodins Briefe an Linde im Archiv der Hansestadt Lübeck. Damit besaß Linde die größte Rodin-Sammlung, die es je in Deutschland gab.
Nicht nur das Innere des Hauses, auch der Park der Lindeschen Villa zeichnete sich durch diese Skulpturen aus. Lindes Guss des Penseur war der erste Guss der auf 198 cm vergrößerten Monumentalversion durch die Gießerei Alexis Rudier. Durch Linde geordert, wurde der Guss im November 1904 in Leipzig ausgestellt. Auf dem Weg von Leipzig nach Lübeck ließ die mit dem Transport beauftragte Galerie die Skulptur in Berlin ausstellen, was auf heftigen Widerspruch Rodins traf. Nach dem Verkauf gelangte Lindes Denker 1922 in den Besitz des Detroit Institute of Arts, wo er heute vor dem Haupteingang des Museums aufgestellt ist.
Zwei weitere Werke Rodins, die Marmor-Skulpturen Danaide (von Linde erworben 1900) und 3 Sirenen (erworben 1901) verkaufte Linde 1927 an die Ny Carlsberg Glyptotek in Kopenhagen.
Eine weitere Marmor-Skulptur, Eve von 1901 wurde um 1922 von Siegfried Buchenau erworben, der damals auf Gut Niendorf lebte. Dessen Nachfahren ließen die Skulptur im Mai 2014 bei Sotheby’s versteigern. Vermutlich erwarb Buchenau auch die Bronze Faunesse à genoux, da sich ein Exemplar davon im Haushalt des 2001 mit seiner Frau Susanne ermordeten Professor am Dartmouth College Half Zantop (1938–2001), des Enkels von Siegfried Buchenau, befand. Edvard Munch hatte diese Skulptur auf einer Radierung des Wintergartens der Lindeschen Villa festgehalten.
Lindes Exemplar von Rodins Das Eherne Zeitalter, ein Guss von 1901, wurde ebenfalls von Buchenau erworben. Es stand lange als Leihgabe im Garten des Museums Behnhaus, bis es Anfang der 1950er Jahre von den damals in Spanien lebenden Erben zurückgefordert wurde. Die Erben verkauften die Skulptur 1956 über Fritz Nathan in Zürich an die National Gallery of Canada in Ottawa.

### Edvard Munch

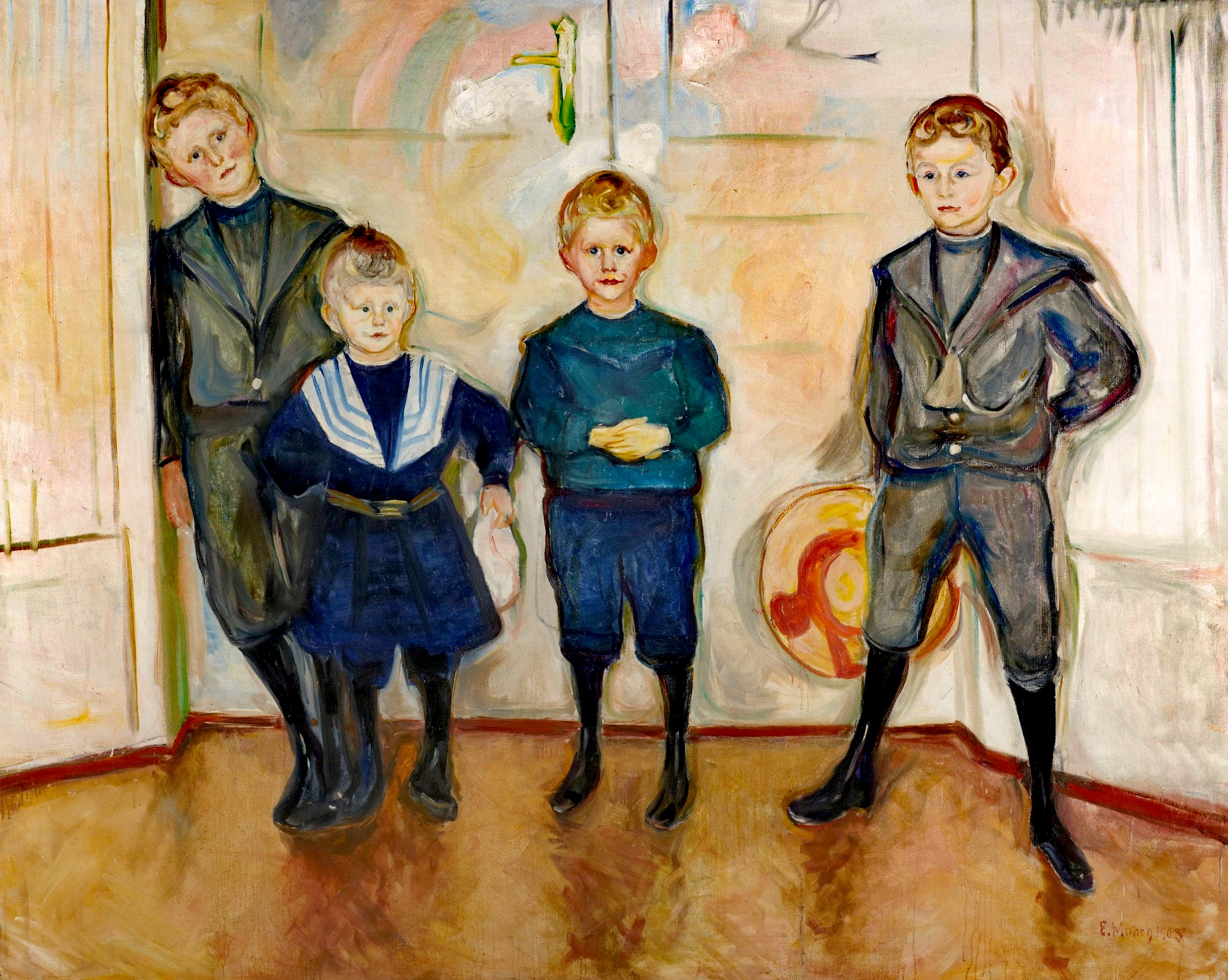
Edvard Munch: Die Kinder des Dr. Linde (Behnhaus)

Der Sammler Albert Kollmann vermittelte den Kontakt zu Edvard Munch, der ab 1902 in Lübeck dann häufig bei den Lindes zu Gast war und dort auch bis 1907 für längere Zeiten lebte und arbeitete. Insofern ist der „Linde’sche Guss des Denkers“ zumindest der einzige, der von Edvard Munch gemalt wurde. Eines der Hauptwerke Munchs, das Porträt Die Söhne des Dr. Linde ist so vom Ursprung her erklärt und zeugt im Behnhaus von dieser Zeit der Freundschaft zwischen Mäzen und Künstler. Es steht als Höhepunkt zwischen den Mädchen von Åsgårdstrand und der vergleichbaren, von Munch sichtbar ungeliebten Auftragsarbeit für die Villa Esche. Der letzte Besuch Munchs in Lübeck erfolgte 1926.
Zu den Auftragsarbeiten, die Max Linde Edvard Munch nicht abnahm, gehört der Linde-Fries, ein Zyklus von zumindest elf Bildern, die als Auftrag zur Dekoration eines Raumes der Lindeschen Villa bestimmt waren. Linde nahm die Bilder mit Rücksicht auf seine Kinder nicht ab, weil auf einem sich küssende Paare im Park zu sehen waren. Die meisten der Bilder des Linde-Fries befinden sich heute im Munch-Museum Oslo. Für den Gegenwert des Auftrages von RM 4.000 übernahm Linde dann andere Bilder Munchs.

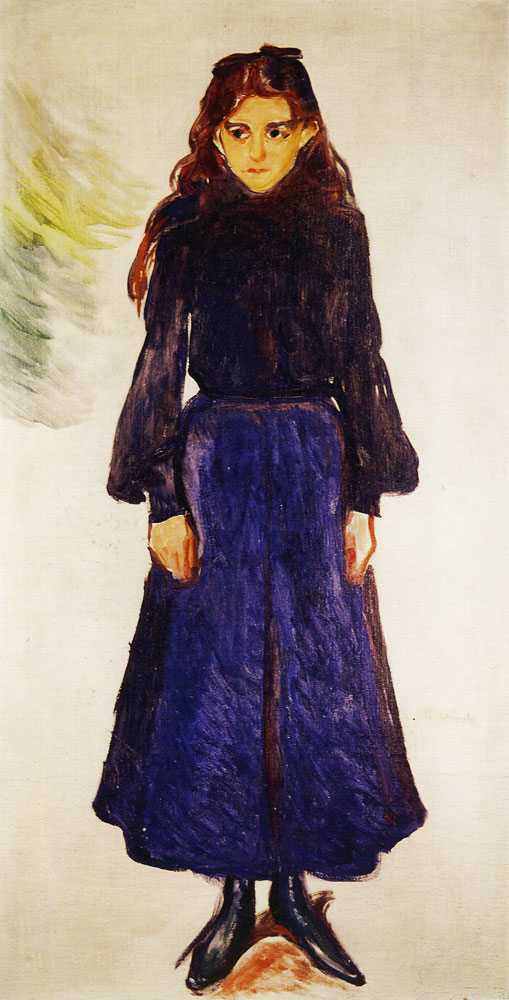
Mädchen in Blau (1904)

Auch Munchs Blaues Mädchen (Young Girl in Blue) von 1904 befand sich in der Sammlung Linde. Es zeigt Pauline Krause, geb. Bützow, deren Mutter für Lunde arbeitete. Die Hamburger Kunsthalle erwarb das Gemälde 1928, verkaufte es aber noch im gleichen Jahr an den Hamburger Sammler Paul Rauert. Dessen Witwe Martha Rauert verkaufte es 1938 an Hildebrand Gurlitt, und dieser an die Norske Creditbank nach Norwegen, die es 1939 in Oslo versteigern ließ.

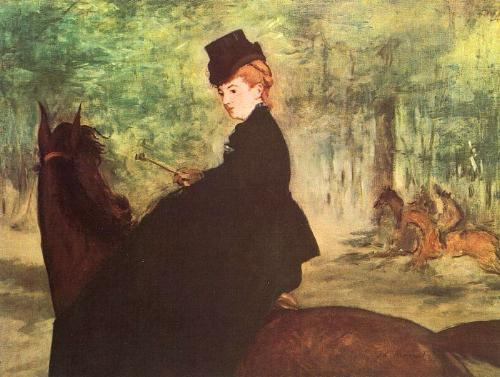
Manet: Reiterbildnis Marie Lafébure

### Édouard Manet
Der Verbleib von vier Werken Manets ist bekannt. Der Maler Emile Guillaurdin zu Pferd befindet sich in der Privatsammlung Ford in Dearborn, Michigan, USA. Das Reiterbildnis von Marie Lafébure gehört zur Sammlung des Museu de Arte de São Paulo, Brasilien. Manets Selbstporträt mit Käppchen gehört dem Artizon Museum in Tokio, während das Gemälde Parisienne, ein Porträt der Ellen Andrée, zum Bestand des Nationalmuseums in Stockholm gehört.

### Nachbetrachtung
Eggum bemerkt 1982 in einer seiner abschließenden Fußnoten: Eine vollständige Klärung dessen, was sich in Lindes Sammlung vor ihrer Auflösung befand, ist eine Forschungsaufgabe für die Zukunft. Diese Feststellung trifft wohl nicht nur auf die Werke Munchs zu, sondern auf die gesamte Sammlung Max Lindes. Diese wurde möglicherweise kurz vor dem Ersten Weltkrieg von dem damaligen Leiter der Kunsthalle Mannheim, Fritz Wichert, geschätzt.

## Darstellungen der Familie Linde und der Lübecker Villa Linde im Werk Munchs
Die Darstellungen sind vielfältig, über das bekannteste Werk Die Kinder des Dr. Linde hinaus fertigte Munch Radierungen der Porträts von Linde und seiner Frau Marie. Die Villa Linde und der weitläufige Garten fanden Eingang in eine Mappe und sind ein häufigeres Thema der Darstellung; Rodins Denker im Garten Dr. Lindes (1907) vereint das Werk Rodins mit dem Munchs. Ein Standporträt von Max Linde im dunklen Anzug befindet sich in der Staatsgalerie Moritzburg Halle, ein weiteres im Yachtanzug im Stenersen-Museum in Oslo.

## Werke
- Max Linde: Edvard Munch und die Kunst der Zukunft, Berlin 1902 (herausgegeben von Max Gottheiner).